# Ptochophyle hiaraka
Ptochophyle hiaraka är en fjärilsart som beskrevs av Pierre E.L. Viette 1978. Ptochophyle hiaraka ingår i släktet Ptochophyle och familjen mätare. Inga underarter finns listade.